# Trentepohlia elegantissima
Trentepohlia elegantissima là một loài ruồi trong họ Limoniidae. Chúng phân bố ở miền Australasia.